# Миньо, Тома
Тома Миньо де Лямартиньер (фр. Thomas Mignot de Lamartinière; 1768–1813) — французский военный деятель, дивизионный генерал (1813 год), барон (1808 год), участник революционных и наполеоновских войн. Имя генерала выбито на Триумфальной арке в Париже.

## Биография
Родился в семье главного хирурга Машкуля Тома Миньо де Лямартиньера (фр. Thomas Mignot de Lamartinière; 1739–) и его супруги Барб Женевуа (фр. Barbe Genevois; 1750–). Начал военную службу 15 сентября 1791 года в звании младшего лейтенанта в 32-м пехотном полку. Сражался в составе Рейнской армии. 19 июля 1793 года был ранен пулей в правое бедро в бою около редута Ваест при осаде Майнца, где проявил чудеса доблести во главе гренадеров, которыми командовал.
С 1794 по 1796 год служил в Западной армии и в Армии Берегов Океана. 21 июля 1795 года, в ходе боёв на Киброне, Тома взобрался на скалы, на которых располагался форт Пентьевр, перед ним был только один убитый гренадер. С помощью нескольких гренадеров, заставил вражеский пост сложить оружие. После этого доставил донесение генералу Гошу. Вернувшись отбил вылазку неприятеля и сорвал его планы по возвращению форта. В своём отчёте правительству главнокомандующий приписал большую часть успеха этого дня храбрости и доброй воле капитана Миньо. 22 июля 1796 года стал адъютантом генерала Вальто. 23 июля 1796 года произведён Директорией в командиры батальона. Как сказано в его патенте: «За хорошее поведение, усердие и таланты, проявленные им в действующей Армии Берегов Океана». 21 ноября 1796 года возглавил батальон в 81-й полубригаде линейной пехоты. 26 октября 1797 года назначен в состав Ирландского экспедиционного корпуса генерала Гоша. 11 августа 1798 года во главе 1-го и 3-го батальонов 81-й полубригады погрузился на борт 40-пушечного фрегата «Immortalite», флагмана контр-адмирала Буве де Прекура и отплыл в Ирландию. Участвовал в трёх боевых столкновениях и 20 октября 1798 года был раненым захвачен в плен англичанами.
Обменянный 2 марта 1799 года, Миньо возвратился к службе в Западной армии. 22 декабря 1800 года произведён Первым консулом в полковники, и был назначен командиром 77-й полубригады линейной пехоты. Служил в военном лагере Байонны.
5 октября 1803 года, после расформирования 77-й полубригады, возглавил 50-й полк линейной пехоты в составе Батавской армии. 11 апреля 1805 года его полк был зачислен в состав дивизии Малера лагеря в Монтрёе маршала Нея Армии Берегов Океана. 29 августа 1805 года дивизия была включена в состав 6-го армейского корпуса Великой Армии. Принимал участие в кампаниях 1805-07 годов. Отличился в атаке на Ульм, где взял 360 пленных, но его полк потерял до 150 человек.
10 февраля 1807 года произведён Императором в бригадные генералы, и был назначен командиром 2-й бригады 3-й пехотной дивизии 4-го армейского корпуса маршала Сульта. Сражался при Гейльсберге.
27 октября 1808 года переведён в состав 2-го корпуса Армии Испании и 15 декабря назначен на штабную работу. 18 февраля 1809 года стал военным комендантом крепости Туй в Галисии, пока 2-й корпус наступал на Брагу и Порту. Его гарнизон состоял из 3300 солдат, из которых не менее 1200 ежедневно находились в госпиталях; его ресурсы были исчерпаны, а рацион состоял из конины и десяти унций кукурузы. 10 апреля 1809 года был осаждён галисийскими повстанцами и португальцами, численностью до 20 тысяч. Однако, во главе гарнизона Миньо атаковал превосходящего противника, захватил 10 пушек, а своевременное прибытие 5-й дивизии генерала Эдле довершило разгром неприятеля. 27 ноября 1809 года стал командиром 3-й бригады 2-й пехотной дивизии Ренье. Затем в феврале 1810 года он принял командование бригадой, сформированной им самим в Бургосе, и был отправлен в Мадрид. Командовал бригадой в Авиле под началом Келлермана в июне того же года, а 7 октября 1810 года стал командиром 2-й бригады 2-й резервной дивизии генерала Ренье Центральной армии. 18 июня 1811 года переведён в Армию Португалии и 7 сентября назначен Императором начальником штаба этой армии. Отличился 22 июля 1812 года при Арапилах, где после выполнения своих обязанностей начальника штаба на протяжении всего сражения, он несколько раз возвращал в бой сплочённые им войска и своим примером поощрял их к обороне позиций, атакованных английской армией.
11 февраля 1813 года произведён в дивизионные генералы, и 9 мая 1813 года возглавил 6-ю пехотную дивизию Армии Португалии. Сражался при Витории. 16 июля 1813 года, после реорганизации армии маршалом Сультом, стал командиром 9-й пехотной дивизии правого крыла Армии Испании. Сражался 24 июля при Кубири и 28 июля при Ируне. С самой блестящей доблестью действовал 31 августа 1813 года в битве при Сан-Марсиале, где участвовал в атаке на мост через Бидасоа в Бере (также известном как Вера), когда был ранен британским снайпером, и умер в Байонне 6 сентября 1813 года.

## Воинские звания
- Младший лейтенант (15 сентября 1791 года);
- Лейтенант (31 мая 1792 года);
- Капитан (30 сентября 1792 года);
- Командир батальона (23 июля 1796 года);
- Полковник (22 декабря 1800 года);
- Бригадный генерал (10 февраля 1807 года);
- Дивизионный генерал (11 февраля 1813 года).

## Титулы
- Барон Лямартиньер и Империи (фр. baron Lamartinière et de l'Empire; декрет от 19 марта 1808 года, патент подтверждён 24 июня 1808 года в Байонне)[2][3].

## Награды
Легионер ордена Почётного легиона (11 декабря 1803 года)
 Офицер ордена Почётного легиона (14 июня 1804 года)
 Коммандан ордена Почётного легиона (25 декабря 1805 года)